# Alejandro Zambrano
Alejandro Zambrano de Alarcón (Barcelona, 22 de febrero de 1966-5 de diciembre de 2009) fue un jinete español de salto ecuestre. 
Fue campeón de España en 1983 y subcampeón en 1977 y 1979. Formó parte del equipo preolímpico español en las olimpiadas XXII y XXIII, pero no llegó a participar en los Juegos Olímpicos. Ganó el Gran Permio del Concurso de Saltos Internacional de Barcelona en 1980 y el del de La Coruña en 1980 y 1981.
Falleció tras caerse del caballo cuando montaba en el Real Club de Polo.